# Tranquil Lake
Der Tranquil Lake (englisch für Ruhiger See) ist ein durch Schmelzwasser gespeister See auf Signy Island im Archipel der Südlichen Orkneyinseln. Er liegt zwischen dem Amos Lake und den Snow Hills.
Das UK Antarctic Place-Names Committee benannte ihn 1981 nach seiner abgeschiedenen geographischen Lage.